# École pour l'informatique et les techniques avancées
De École pour l'informatique et les techniques avancées (EPITA) is een in 1984 opgerichte Grande école in Le Kremlin-Bicêtre, Rennes, Lyon, Straatsburg, Toulouse, La Défense. De school geldt als een van de meest prestigieuze en selectieve Grandes Écoles van Frankrijk en staat met name hoog aangeschreven om haar opleidingen in de informatiekunde en telecommunicatietechniek. De internationale reputatie is gelijk aan die van de beste technische faculteiten van de topuniversiteiten van de Verenigde Staten en Europa.
EPITA is lid van IONIS Education Group.